# والتر هيسه
والتر هيسه (بالألمانية: Walther Hesse)‏ هو عالم أحياء دقيقة ألماني، ولد في 27 ديسمبر 1846 في بيشوفسفيردا في ألمانيا، وتوفي في 19 يوليو 1911 في درسدن في ألمانيا.